# Oleg Wladislawowitsch Stojanowski
Oleg Wladislawowitsch Stojanowski (russisch Олег Владиславович Стояновский, englische Transkription Oleg Vladislavovich Stoyanovskiy, * 26. September 1996 in Moskau) ist ein russischer Beachvolleyballspieler.

## Karriere
Stojanowski erreichte 2013 mit Artjom Jarsutkin bei der U19-Weltmeisterschaft in Porto den neunten Rang. Anschließend wurden Stojanowski/Jarsutkin in Maladsetschna im Finale gegen die Österreicher Buchegger/Pristauz Europameister der U18. 2014 nahmen sie beim Grand Slam in Moskau erstmals an einem Turnier der FIVB World Tour teil und belegten den 17. Rang. Bei den Weltmeisterschaften der U21 in Larnaka und der U19 in Porto wurden sie jeweils Fünfte. Bei den Olympischen Jugendspielen in Nanjing gewannen sie die Goldmedaille. 2015 spielten sie die Open-Turnier in Fuzhou und Luzern sowie den Moskauer Grand Slam. Bei der Weltmeisterschaft in den Niederlanden kamen sie als Gruppendritte in die erste K.-o.-Runde und mussten sich den späteren Finalisten Nummerdor/Varenhorst geschlagen geben, so dass sie das Turnier auf dem 17. Platz beendeten. Bei der U22-EM in Macedo de Cavaleiros kamen sie nicht über den 25. Platz hinaus. Bei den Sotschi Open schafften sie mit dem fünften Rang ihr erstes Top-Ten-Ergebnis auf der World Tour und in Antalya wurden sie Neunte.
Zum Jahresbeginn 2016 erreichten Stojanowski/Jarsutkin das Finale der Kisch Open gegen das katarische Duo Jefferson/Cherif. Nach zwei schlechteren Ergebnissen in Brasilien wurden sie in Doha Neunte. Bei der U21-WM in Luzern kamen sie auf den fünften Platz. Bei der Europameisterschaft 2016 in Biel/Bienne unterlagen sie als Gruppendritte im ersten K.-o.-Spiel den Letten Samoilovs/Šmēdiņš. Auf der World Tour gab es anschließend mit dem fünften Platz beim Major in Klagenfurt und dem neunten Rang in Long Beach noch zwei Top-Ten-Ergebnisse. Auch beim CEV-Masters in Jūrmala wurden Stojanowski/Jarsutkin Fünfte. 2017 begannen sie mit einem 17. Platz in Fort Lauderdale. Bei den Drei-Sterne-Turnieren in Kisch, Xiamen und Moskau wurden sie Dritte, Neunte und wieder Dritte. In Baden gewannen sie im Finale gegen die Norweger Bernsten/Mol die U22-Europameisterschaft. An gleicher Stelle erreichten sie eine Woche später beim CEV-Masters den 13. Rang. Auf der World Tour verpassten sie als Vierte in Poreč knapp die Medaillenränge. Nach Platz 17 bei der WM in Wien und Platz neun bei der EM in Jūrmala trennten sich die beiden Russen.
2018 war Igor Welitschko Stojanowskis Partner. Beim FIVB-4-Sterne-Turnier in Doha erreichten die beiden Russen das Finale, das sie gegen die Niederländer Brouwer/Meeuwsen verloren. Einen Monat später gewannen Stojanowski/Welitschko das 4-Sterne-Turnier in Xiamen. Weitere Höhepunkte waren Platz fünf bei der Europameisterschaft in den Niederlanden, Platz drei beim 4-Sterne-Turnier in Moskau sowie Platz sieben beim World Tour Finale in Hamburg.
Seit Oktober 2018 ist Wjatscheslaw Krassilnikow sein Partner, mit dem er seitdem auf fast allen FIVB-4-Sterne-Turnieren antrat und ausnahmslos Top-Ten-Plätze belegte. Höhepunkte waren dabei die Siege in Den Haag und in Xiamen. Die beiden Russen qualifizierten sich dadurch auch für die WM in Hamburg. Dort erreichten sie das Finale und wurden mit einem Sieg gegen die Deutschen Julius Thole und Clemens Wickler Weltmeister. Bei der Europameisterschaft 2020 in Jūrmala unterlagen sie im Endspiel den Norwegern Anders Mol und Christian Sørum. 2021 gewannen sie beim olympischen Beachvolleyballturnier in Tokio nach einer Finalniederlage gegen Mol/Sørum die Silbermedaille. Kurz darauf landeten die beiden Russen bei der Europameisterschaft in Wien auf Platz neun.